# Francesc Llauradó Rodon
Francesc Llauradó Rodon (Reus, 8 d'agost de 1864 - 2 de febrer de 1932) va ser un polític, pintor i periodista català.
Estudià a l'institut de Reus i de jove començà a pintar paisatges i retrats, cosa que no deixà mai de fer. Afiliat al Partit Tradicionalista, va ser un militant molt actiu, impulsant en la seva estructura escoles nocturnes per obrers i seccions esportives, artístiques i literàries. Presidí el seu partit a Reus i fundà el periòdic El Radical: semanario tradicionalista (Reus 1911-1936). Dirigí la secció dramàtica del Patronat Obrer de sant Josep i va escriure algunes obres de teatre de caràcter catòlic i una sarsuela.